# Imigração irlandesa no Brasil
A imigração irlandesa no Brasil foi um fluxo de migração que ocorreu desde os tempos coloniais. Os irlando-brasileiros ou hiberno-brasileiros são brasileiros de completa ou parcial ascendência irlandesa, ou um irlandês residente no Brasil. Muitos imigrantes irlandeses no Brasil tinham que mudar seus sobrenomes dentro de um fácil tipo de escrita baseada em nomes portugueses, substituindo o "O'". Os primeiros irlandeses e seus descendentes no Brasil são registrados como mercenários de piratas ingleses e posteriormente como mercenários da Cia das Índias Ocidentais. Também se estabeleceram no Brasil na época do reinado de D.Pedro I, culminando na Revolta dos Mercenários.
Já no Segundo Reinado houve a tentativa de colonização irlandesa em Pelotas, RS. Cerca de 300 pessoas, a maior parte agricultores, vieram do Condado de Wexford, no sudeste da Irlanda escapando da grande fome e chegaram ao Brasil em 7 de março de 1852, no porto de Rio Grande. Após alguns anos, boa parte da Colônia D. Pedro II se desfez, com a população dispersando-se pelo Brasil, Uruguai e Argentina.